# 이창민 (축구 선수)
이창민(李昌珉, 1994년 1월 20일 ~ )는 대한민국의 축구 선수로 현재 제주 SK에서 중앙 미드필더, 공격형 미드필더, 수비형 미드필더으로 활동 중이다.

## 구단 경력
2014년 K리그 개막을 앞두고 여러 프로 클럽들의 관심을 받던 중 부천 FC 1995에 자유 계약으로 입단하였으며, 입단 직후 경남 FC로 임대 이적하였다. 경남에서 주전 미드필더로 활약하며 32경기에 출전하였으나 팀이 강등된 후 임대 기간 만료로 부천으로 복귀하였다.
2015년에는 전남 드래곤즈로 재임대되었고, 4월 26일 열린 전북 현대 모터스와의 경기에서 두 골을 기록하는 등 꾸준히 활약하였다.
2016 시즌을 앞두고 제주 유나이티드로 완전 이적하였다.

## 국가대표팀 경력
2014년 툴롱컵 4차전 잉글랜드와 경기에서 U-23 대표팀에서의 데뷔골을 성공시켰다. 이후 2015년 킹스컵 2차전 온두라스와의 경기에서 두번째 골을 득점하였고 인도네시아와의 2016년 AFC U-23 챔피언십 예선전에서는 문창진의 패스를 받아 오른발 강슛으로 연결하며 득점을 기록하였다. 3월 28일 알제리와의 평가전에서 팀의 첫 번째 골을 성공시켜 대한민국의 3대0 승리에 일조하였다.
2015 동아시안컵에 참가하는 대한민국 대표팀 예비 엔트리에 뽑혔으나 최종 명단에는 들지 못하였다.
12월 26일 발표된 2016년 AFC U-23 챔피언십 최종 명단에 포함되었다.
2016년 6월 27일 발표된 리우 올림픽 출전 U-23 대표팀 최종 명단에 포함되었다.
러시아 월드컵 예선 카타르,전, 이라크 평가전을 앞두고 같은 팀 동료인 황일수와 같이 생애 첫 대한민국 대표팀 명단에 포함되었으나, 경기에는 출전하지 못하였다.
2017년 11월 10일 콜롬비아와의 경기에서 89분 권창훈과 교체되며 A매치 데뷔전을 치렀다.
2018년 3월 28일 폴란드와의 경기에서 중거리 슈팅으로 A매치 데뷔골을 성공시켰다.

## 경력 통계

### 국가대표 득점
| # | 날짜       | 장소                           | 상대   | 점수  | 결과  | 대회     |
| - | ---------- | ------------------------------ | ------ | ----- | ----- | -------- |
| 1 | 2018-03-27 | 폴란드 호주프, 실롱스키 경기장 | 폴란드 | 1 – 2 | 2 – 3 | 친선경기 |

## 수상 내역

### 클럽

#### 제주 SK
- K리그2 우승: 2020

### 대표팀
- AFC U-23 챔피언십 준우승: 2016
- EAFF E-1 풋볼 챔피언십 우승: 2017

### 개인
- K리그 클래식 베스트 11: 2017
- K리그2 베스트 11: 2020

## 그 외
2018년 11월 5일 오후 8시 48분, 이창민은 호근동 태평로에서 시속 30km 제한 구간을 100km/h로 과속 운전하던 중 50대 여성이 몰던 차량과 충돌했다. 이 사고로 50대 여성 차량에 탑승한 60대 여성이 크게 다쳐 병원으로 이송되었으나 사망했다. 2019년 8월 8일, 제주지방법원은 이창민에게 교통사고특례법 위반(치사) 혐의로 금고형 10개월에 집행유예 2년을 선고했다. 이창민은 항소하지 않아 형이 확정되었고, 재판부는 제한속도 초과와 중앙선 침범으로 피해자를 사망에 이르게 했다고 판시했다. 다만, 초범이고 피해자들과 합의한 점을 참작했다고 설명했다. 2021년 형은 실효되었지만, 유명인 신분으로 사고를 쳤기에 실효의 의미는 없는 상황이다.